# Valentin Kononen

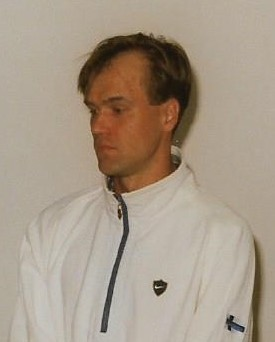
Valentin Kononen, 1998

Valentin Kononen (* 7. März 1969 in Helsinki) ist ein ehemaliger finnischer Leichtathlet. Bei einer Körpergröße von 1,81 m betrug sein Wettkampfgewicht 69 kg.
Valentin Kononen war ein Spezialist im 50-km-Gehen. Seine erste vordere Platzierung erreichte er bei den Europameisterschaften 1990 mit Platz sechs. 1993 bei den Weltmeisterschaften gewann er Silber mit 21 Sekunden Rückstand auf den Spanier Jesús Ángel García.
Bei den Europameisterschaften 1994 in seiner Heimatstadt Helsinki lag er lange sehr aussichtsreich in der Spitzengruppe, fiel aber dann entkräftet zurück und wurde zu seiner großen Enttäuschung nur Siebter.
1995 bei den Weltmeisterschaften in Göteborg gewann er dann seinen wichtigsten Titel mit anderthalb Minuten Vorsprung auf den Italiener Giovanni Perricelli. Seine letzte Medaille bei großen Meisterschaften gewann Kononen 1998, als er bei den Europameisterschaften mit einer halben Minute Rückstand auf den Polen Robert Korzeniowski Silber gewann.
Seine Bestzeit von 3:39:34 h stellte Valentin Kononen am 25. März 2000 in Dudince auf.

## Platzierungen
- 1990 Platz 6 in 4:03:07 Europameisterschaften
- 1991 Platz 5 in 4:02:34 Weltmeisterschaften
- 1992 Platz 7 in 3:57:21 Olympische Spiele
- 1993 Platz 2 in 3:42:02 Weltmeisterschaften
- 1994 Platz 7 in 3:47:14 Europameisterschaften
- 1995 Platz 1 in 3:43:42 Weltmeisterschaften
- 1996 Platz 7 in 3:47:40 Olympische Spiele
- 1997 Platz 9 in 3:53:40 Weltmeisterschaften
- 1998 Platz 2 in 3:44:29 Europameisterschaften